# Кетенлик
Кетенлик (на гръцки: Κένταυρος, Кентаврос) е село в Западна Тракия, Гърция в дем Мустафчово.

## География
Селото се намира на южните склонове на Родопите.

## История
В началото на 20 век Кетенлик е помашко село в Ахърчелебийска каза. Според Любомир Милетич към 1912 година в него живеят 250 помашки семейства.